# پیرس (آیداهو)
پیرس(به انگلیسی: Pierce) شهری در شهرستان کلیرواتر ایالت آیداهو است که جمعیت آن در سرشماری سال ۲۰۱۰ میلادی ۵۰۸ نفر بوده است.